# Zygometridae
Famille
Les Zygometridae sont une famille de comatules.

## Caractéristiques
Ce sont des comatules caractérisées par un disque couvert de plaques et une syzygye en IBr. Aucune espèce ne semble vivre à l'ouest de l'Inde ou à l'est de la Mélanésie. 

## Liste des genres
Selon World Register of Marine Species (19 juin 2014) :
- genre Catoptometra AH Clark, 1908
  - Catoptometra hartlaubi (AH Clark, 1907) -- Japon
  - Catoptometra magnifica AH Clark, 1908 -- Indo-Pacifique central
  - Catoptometra ophiura AH, Clark, 1911 -- Indonésie et Philippines
  - Catoptometra rubroflava (AH Clark, 1908) -- Mer de Chine
- genre Zygometra AH Clark, 1907
  - Zygometra andromeda AH Clark, 1912 -- Inde
  - Zygometra comata AH Clark, 1911 -- Indo-Pacifique central
  - Zygometra elegans (Bell, 1882) -- Australie occidentale
  - Zygometra microdiscus (Bell, 1882) -- Australie tropicale et régions proches
  - Zygometra pristina AH Clark, 1911 -- Philippines
  - Zygometra punctata AH Clark, 1912 -- Australie tropicale et régions proches

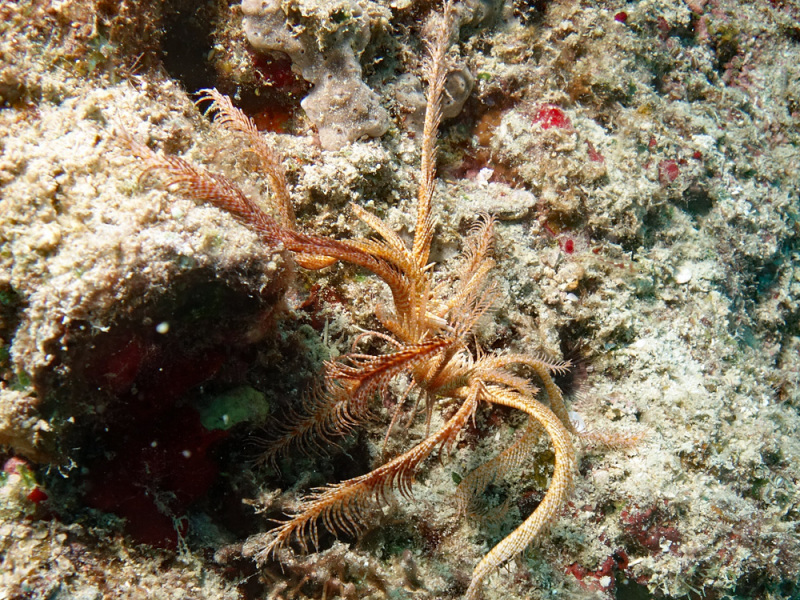
Zygometra comata
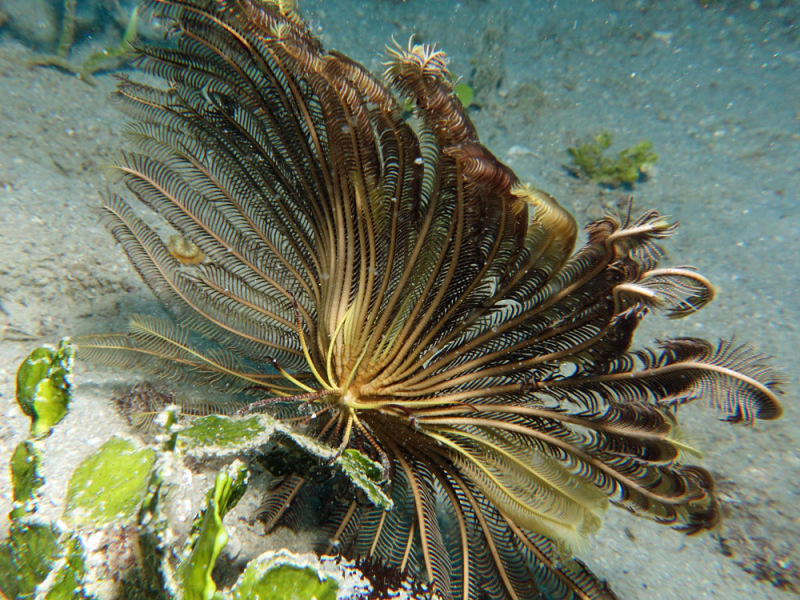
Zygometra microdiscus